# El gran Silencio (película)
El gran Silencio (en italiano: Il grande silenzio) es una película franco-italiana del año 1968, dirigida por el cineasta Sergio Corbucci, y enmarcada dentro del subgénero del spaghetti western. Es de las películas más conocidas del director junto con Django (1966).
Concebida por Corbucci como una alegoría cargada políticamente inspirada en las muertes del Che Guevara y Malcolm X, la trama de la película se desarrolla en Utah antes de la Gran Ventisca de 1899. La trama gira alrededor de un pistolero mudo (Trintignant), que lucha en defensa de un grupo de forajidos y de una joven viuda vengativa (McGee), contra un grupo de despiadados cazarrecompensas liderados por "Loco" (Kinski) y por el corrupto banquero Henry Pollicut (Pistilli). A diferencia de la mayoría de las películas del género, que se rodaron en la provincia española de Almería para hacer las veces de zonas como Texas y México, El gran Silencio se rodó principalmente en las Dolomitas italianas.
Distribuida en la mayoría de territorios por la 20th Century Fox, El gran Silencio se estrenó en los cines con una recepción comercial mediocre en Italia, pero mejor en otros países. La película, controversial por su tono sombrío y oscuro, fue ganando reputación y se convirtió en una película de culto tras su estreno. Tras varios relanzamientos en cines, sobre todo en 2012 y 2017, El gran Silencio es ahora ampliamente considerada por los fanes y especialistas del spaghetti western como una de las mejores películas del género, y es reconocida como la obra maestra de Corbucci. Se ha elogiado la actuación, la utilización de paisajes nevados, la banda sonora de Ennio Morricone y la subversión en la película de varias convenciones del género del cine western. Críticos retrospectivos y expertos en los westerns de Corbucci también han considerado que El gran silencio es la segunda película de la trilogía de "Barro y sangre" del director, que también incluye Django (1966) y Los especialistas (1969).

## Sinopsis
En la última década de 1800 (siglo XIX), en la frontera entre México y Estados Unidos, una gran nevada obliga a los criminales a dejar las montañas donde viven y bajar al valle. De esta situación se aprovechan los cazadores de recompensas sin escrúpulos, que matan por unos pocos dólares.
"Silencio" (Jean-Louis Trintignant), un pistolero solitario y mudo, es contratado por Pauline (Vonetta McGee) para vengar la muerte de su marido a mano de los matones de Pollicut (Luigi Pistilli). A su vez, tratará de oponerse a la matanza que tiene lugar en la zona enfrentándose a "Loco" (Klaus Kinski), el más sanguinario de los cazadores de recompensas.

## Argumento
Henry Pollicut y otros dos asesinos cazarrecompensas matan a un hombre llamado Gordon y a su esposa. Para evitar que el hijo de Gordon los delate, uno de los asesinos le corta la garganta al chico, dejándolo permanentemente mudo. Con el tiempo, Pollicut se convierte en un banquero corrupto en Utah y en juez de paz. Años más tarde, en 1898, el hijo de Gordon, ahora apodado "Silencio", actúa según el principio de provocar a sus enemigos para que desenfunden sus armas primero y así poder matarlos en defensa propia con su Mauser C96. 
Una fuerte tormenta de nieve ha arrasado la frontera, llevando privación al pueblo de Snow Hill. Como resultado, gran parte de la comunidad se ve obligada a robar para sobrevivir. Pollicut, que busca obtener un beneficio quedándose con sus propiedades después de que sean asesinados, pone precio a las cabezas de los ladrones, atrayendo la atención de una banda de cazarrecompensas liderada por "Loco" (Kinski). Mientras Loco y su banda atacan a los forajidos, Silencio empieza a trabajar con los bandidos y sus aliados para enfrentar a los asesinos.
Uno de los forajidos, James Middleton, abandona la seguridad del grupo para irse a estar con su mujer, Pauline. Posteriormente, James muere a manos de Loco cuando toma a Pauline como rehén. Llena de deseos de venganza, Pauline le escribe a Silencio pidiéndole que mate a Loco. Mientras tanto, el recién elegido gobernador, con la esperanza de que se mantenga el orden antes de declarar una amnistía con respecto a los forajidos, asigna al recto pero incompetente Gideon Burnett como sheriff de Snow Hill. De camino al pueblo, Burnett se encuentra con los forajidos, que le roban el caballo para comer. Tras perderse en la nieve, encuentra una diligencia que viaja a Snow Hill, en la que conoce a Silencio y, más tarde, a Loco. Al llegar, Silencio conoce a Pauline, que le promete aumentar su recompensa.
Pauline intenta venderle su casa a Pollicut, quien le exige que se convierta en su amante, razón por la que le puso una recompensa a su marido. Pauline se niega amargamente. Silencio se dirige a la cantina del pueblo e intenta provocar a Loco para que desenfunde. En cambio, Loco le golpea salvajemente antes de que Silencio se defienda. Enfadado, Loco intenta dispararle, pero es detenido por Burnett, que lo arresta por intento de asesinato y se prepara para llevarlo a una prisión en Tonopah. Antes de marcharse, Burnett pide a los habitantes del pueblo que les den comida a los forajidos. Mientras tanto, Pauline se involucra romántica y sexualmente con Silencio mientras cuida de sus heridas.
Burnett y Loco hacen una parada junto a un lago helado para que Loco haga sus necesidades, pero éste tiende una trampa, disparando al hielo que rodea a Burnett y dejándolo morir en el agua helada. Loco cabalga hasta su escondite y convence al resto de su banda para que vayan a enfrentarse a Silencio. Decidido a llevarse a Pauline por la fuerza, Pollicut intenta violarla mientras su secuaz, Martin, tortura a Silencio quemándole la mano derecha. Silencio derrota a Martin y mata a Pollicut. Loco y su banda llegan a buscar a Silencio, justo en el momento en que los forajidos aparecen en las afueras del pueblo para recoger las provisiones, tras haber sido aconsejados de hacerlo previamente por Burnett. Decidiendo utilizarlos para sacar a Silencio de su escondite, la banda mete a los bandidos en la cantina y captura a Pauline. Loco le dice a Pauline que haga que Silencio se bata en duelo con él: si Silencio gana, los forajidos serán puestos en libertad; si Loco gana, los matarán.
A pesar de las súplicas de Pauline de que el duelo es una trampa, Silencio se para frente a la cantina. Un cazarrecompensas le dispara en la mano izquierda, lo que afecta enormemente su velocidad y su puntería. Loco se para entonces en la puerta, listo para enfrentarse al debilitado Silencio. Cuando Silencio mueve sus brazos para sacar su Mauser, Loco hace lo propio con su Colt Single Action Army, pero cuando Silencio desenfunda, se produce otro disparo que le hiere. Loco dispara a Silencio en la cabeza, matándolo. Pauline, angustiada, intenta disparar ella misma a Loco, pero también muere rápidamente. Los cazarrecompensas apuntan con sus armas a los forajidos, masacrando a todo el grupo. Mientras Loco y sus hombres se preparan para cobrar sus recompensas, toma el Mauser de Silencio de las manos de Pauline. Los asesinos salen de Snow Hill bajo el sol de la mañana. Un mensaje en la pantalla explica que las acciones de Loco dieron lugar a una condena pública generalizada de las muertes a manos de cazarrecompensas, y que se erigió un monumento en Snow Hill para honrar a los que murieron por su codicia.

### Finales alternativos

#### Final feliz
Debido a la naturaleza sombría del final original, Corbucci fue obligado a rodar un final alternativo para apaciguar a sus productores, que querían que la película tuviera un atractivo "de temporada" debido a su estreno previsto para las fiestas navideñas. Los historiales de producción de El gran Silencio sugieren que este final "feliz" se rodó específicamente para los mercados norteafricanos y asiáticos, aunque no hay pruebas que sugieran que este final haya sido mostrado en ninguna de las dos regiones. Sin embargo, algunas de las secuencias rodadas para este final aparecieron en los tráileres de la película. Como se creía que no se habían conservado elementos de audio de este final, las primeras ediciones en DVD de la película, como la edición estadounidense de Fantoma Films, lo incluyeron sin sonido. Las ediciones posteriores, como la de Blu-ray de Film Movement, incluyen el final con audio italiano sincronizado.
En este final, Loco desenfunda su pistola sin esperar a que Silencio lo instigue. De repente, Burnett, habiendo sobrevivido a su caída en el lago helado, entra en la ciudad a caballo y dispara a Loco en la cabeza, lo que permite a Silencio dar muerte a los restantes cazarrecompensas. Burnett libera a los forajidos mientras Pauline quita las vendas de la mano derecha quemada de Silencio, revelando un guantelete que usó como protección, antes de poner vendas a su mano izquierda herida. Mientras Burnett lleva a los ladrones a la cárcel local para esperar su amnistía, le pide a Silencio que se convierta en su ayudante, lo que éste acepta con una sonrisa.

#### Final ambiguo
Corbucci también entregó a sus productores otro final menos conocido. Esta versión sirve como un corte nuevo del final previsto con secuencias adicionales que no se ven en la versión teatral. Nunca se hizo público hasta que se incluyó entre las escenas especiales del Blu-ray de Film Movement.
Este final muestra a un secuaz de Loco disparándole a Silencio en ambas manos antes de que pueda desenfundar su arma; herido, se desploma en el suelo mientras Pauline lo observa conmocionada. Loco, que parece haber cambiado de opinión, hace un gesto a sus hombres para que se marchen de la taberna. Como resultado, no sabe cuáles son los destinos de Silencio, Pauline y los forajidos.

#### Análisis
Al revisar los finales alternativos, el crítico de cine Simon Abrams cree que el rechazo de los productores a los dos finales anteriores estaba justificado, describiéndolos como "conclusiones emocionalmente insatisfactorias para la, por otra parte, desgarradora antifábula de Corbucci". Mientras que encuentra los fallos del final "ambiguo" en su falta de respuestas respecto a los destinos de sus personajes, considera que el final "feliz" es "divertido" gracias a su intento de replantear el tono preestablecido de la película. También considera que este último es de interés para los aficionados al cine de Sergio Leone debido a que el guantelete de Silencio sirve como posible referencia al uso que hace Joe de una plancha de metal a prueba de balas en Por un puñado de dólares.

## Reparto
- Jean-Louis Trintignant: "Silencio"
- Klaus Kinski: "Loco"
- Frank Wolff: Sheriff Burnett
- Luigi Pistilli: Pollicut
- Vonetta McGee: Pauline
- Mario Brega: Martin
- Carlo D'Angelo: Gobernador

## Interpretaciones y temas

### Subversión de personajes y del entorno
El gran Silencio ha sido interpretado por varios críticos e historiadores cinematográficos como una subversión de diversas convenciones del género cinematográfico del western. Corbucci, que solía hacer de sus puntos de vista izquierdistas el subtexto o el tema de varias de sus películas, escribió la historia de la película como una alegoría que pone de relieve las corrupciones derivadas de formas autoritarias de capitalismo, personificadas por los sádicos y codiciosos cazarrecompensas liderados por Loco (que utilizan las recompensas para alimentar sus deseos de violencia y dinero mientras actúan al amparo de la ley), así como las intrigas y planes del banquero Pollicutt. Esto coincide en parte con la "trama clásica" tanto de los westerns estadounidenses (p. ej., Shane) como de ciertos spaghetti westerns (como Por un puñado de dólares), en los que, según Will Wright, un "forastero solitario entra a caballo en un pueblo conflictivo y lo limpia, ganándose el respeto de los habitantes del pueblo y el amor de la maestra de la escuela". Como resultado de su representación simpática de los forajidos y la caracterización demoníaca de quienes los cazan, la representación de Corbucci de los cazarrecompensas es mucho más negativa que las figuras de este tipo en las películas de Sergio Leone: la tarjeta de título final de El gran Silencio contrasta con la tarjeta de título inicial de Por unos dólares más.
Un aspecto clave de la película que diferencia sus elecciones estilísticas de las de otros westerns es su escenario: un Utah nevado que contrasta con las llanuras desérticas que se ven en la mayoría de las películas del Oeste, estadounidenses o italianas. Lo sombrío del paisaje invernal complementa el tono oscuro y pesimista de la película, a la vez que proporciona motivación a los personajes, ya que las condiciones de vida y las posibilidades de supervivencia se hacen más nefastas. El telón de fondo nevado aísla los acontecimientos de la historia al proporcionar muy pocos detalles geográficos visibles, y se crean "metáforas justas del mundo cerrado y cruel que aquí se presenta".

### Subversión del protagonista
En su análisis de la película, Donato Totaro compara a Silencio con otros protagonistas del Spaghetti Western, y lo analiza en términos freudianos: va vestido de negro (como la anterior creación de Corbucci, Django), es extremadamente rápido y preciso con su pistola, y es antiheroico, compartiendo algunas de sus características con Loco (ambos matan a otras personas con la excusa de recibir un pago). Sin embargo, a diferencia de otros personajes del Spaghetti Western "fuertes y silenciosos", como Django o Joe de Por un puñado de dólares, Silencio es completamente mudo, lo que le da una sensación de vulnerabilidad y sensibilidad. A diferencia de los revólveres Colt Single Action Army que utilizan los otros protagonistas del Spaghetti Western y los demás personajes de la película, el arma elegida por Silencio es un Mauser C96 semiautomático: su rápida cadencia de fuego le da una ventaja injusta sobre sus oponentes, por lo que su puntería proviene en parte de la destreza tecnológica, en vez de física. Al igual que Django y Joe antes que él, las manos de Silencio son heridas antes del clímax, lo que afecta en gran medida su puntería. Sin embargo, se establece un vínculo adicional con los cazarrecompensas con los que lucha: debido a que su garganta fue cortada por los de su clase, Silencio suele disparar a los pulgares de sus enemigos, incapacitándolos para usar un arma. Además, a diferencia de Django y Joe, ni su voluntad de sobrevivir ni su avanzado armamento pueden salvar a Silencio en el duelo final contra Loco. Este último le aplica al héroe una "castración simbólica", como la describe James Newton, al tomar el Mauser para sí mismo después de matarlo.

### El rol de Pauline
El gran Silencio, al igual que muchos de los westerns de Corbucci, es conocido por sus representaciones de personajes femeninos de fuerte carácter, concretamente la madre del joven forajido Miguel (que le pide a Silencio que mate a Charlie, el compatriota de Loco), Regina, la madame de salón de la que se enamora el sheriff Burnett, y Pauline. En tanto busca venganza por la muerte de su marido a través de Silencio, se enamora de él por el dolor y la soledad compartidos, y le apoya hasta que ambos son asesinados por Loco, Pauline desempeña un papel vital en la narración de la película. También se muestra que controla fácilmente su propia sexualidad, como se ve en su negativa a convertirse en la amante de Pollicut y en su seducción de Silencio mientras atiende sus heridas. Pauline también es afroamericana, y su escena de amor interracial con Silencio se ha considerado muy subversiva, tanto en el contexto de las películas western como del cine comercial en general. Corbucci comentó posteriormente que:

La gente no va al cine a ver escenas de amor. Buñuel tenía razón cuando decía que lo más vergonzoso, para un cineasta, es apuntar una cámara a una pareja besándose. No hay nada más banal que un beso. En general, no se pueden tener escenas de amor en las historias que se basan en la acción, aunque en El gran silencio rodé una escena de amor muy bonita entre una mujer negra y un mudo. Había algo muy hermoso y muy mórbido en ella. Fue la única escena de amor que incluí en una película de este género, en el que las mujeres son generalmente extrañas.

### Muertes de los protagonistas
Las muertes de Silencio, Pauline y los forajidos a manos de Loco y su banda son la culminación de los elementos subversivos de El gran Silencio y su postura antiautoritaria. Matar a personajes simpáticos o protagonistas no era una táctica nueva para Corbucci: el personaje titular de su segundo western, Minnesota Clay, fue aparentemente asesinado al final de las copias estadounidenses de la película. Sin embargo, el contexto político de la última película juega un factor importante en la presentación de sus preocupaciones temáticas: cuando fue entrevistado por la revista alemana Film, Corbucci reveló que había dedicado El gran Silencio a la memoria del Che Guevara, Martin Luther King Jr. y Robert F. Kennedy, ya que creía que sus asesinatos (los tres ocurrieron mientras estaba haciendo la película) sirvieron para promover sus causas y dieron lugar a una condena generalizada de la violencia. Alex Cox ahonda diciendo:

La viuda de Corbucci, Nori, le dijo a [el productor] Katsumi Ishikuma que su marido tenía en mente las muertes de Guevara y Malcolm X cuando concibió El gran Silencio ... Para el radical, para el revolucionario, ambas muertes fueron una noticia terrible. Parecía que solo podías enfrentarte a los poderosos y a los malvados durante un tiempo antes de que te aplastaran.

A diferencia de las muertes de personajes principales en películas contraculturales similares de la época, como la de Ben, el personaje de Duane Jones en La noche de los muertos vivientes, o la de Wyatt y Billy (Peter Fonda y Dennis Hopper) en Easy Rider, en las que dichos personajes son asesinados por miembros de grupos igualmente privados de derechos, los cazarrecompensas trabajan como parte del Estado, actuando al servicio del capital al ayudar a protegerlo. Lo que separa aún más las muertes de los héroes y la posición antiautoritaria de El gran Silencio de las películas de Romero y Hopper es que, a diferencia de La noche de los muertos vivientes y Easy Rider, que se produjeron sin las restricciones de convenciones de género bien establecidas, la película de Corbucci también subvierte y comenta el género del que forma parte; en contraste con las circunstancias relativamente raras del tiroteo cara a cara en el O.K. Corral — que sirvió de plantilla principal para las representaciones cinematográficas de los duelos en el Viejo Oeste— los tiroteos reales de la época tendían a parecerse más a emboscadas como la cometida por Loco y su banda. Donato Totaro afirma que el título de la película "es rico en posibles significados, sugiestivo no solo de la gran nieve blanca expansiva, de la mudez del personaje principal, sino de las derrotas políticas de finales de los años 60 que impactaron en el estado de ánimo de Corbucci y que le llevaron a realizar uno de los westerns más sombríos jamás realizados".
Cox cree que el mensaje moral de la película es que "a veces, aunque sepas que vas a fracasar, sigues haciendo lo correcto". También añade que, al enfrentarse a un enemigo imbatible y morir en el consiguiente duelo, Silencio "se convierte en el héroe más noble de cualquier película western desde Shane".

## Recepción de la crítica
El gran Silencio tiene un índice de aprobación del 100% en el sitio web Rotten Tomatoes, basado en once críticas con una calificación media de 8,5 sobre 10.
Ha sido ampliamente aclamada por la crítica y el público, y ha aparecido en numerosas listas de las mejores películas del Spaghetti Western elaboradas por el público, cineastas e historiadores. Junto con Django, suele considerarse la mejor película de Corbucci y uno de los mejores Spaghetti Westerns no dirigidos por Sergio Leone. Una crítica contemporánea de El gran Silencio en el periódico francés Le Populaire describía a Corbucci como "un excelente creador de atmósfera y un director que se siente perfectamente a gusto con los actores: Klaus Kinski [...] es excelente aquí".
La revista Time Out hizo una crítica mayoritariamente positiva de la película, escribiendo: "Mientras que Django sigue siendo la mejor película del errático Corbucci, este spaghetti western ligeramente posterior se beneficia de un montaje inventivo [...] entre las balas hay material atractivo de parte de las dos estrellas y un inconfundible frío en el aire". El crítico de cine Leonard Maltin elogió la película, otorgándole 3 estrellas y media de 4 posibles. En su reseña, escribió que El gran Silencio es un "spaghetti western brutal y desoladoramente bello, rodado en escenarios escarpados de los Dolomitas, con uno de los finales más intransigentes e inolvidables jamás filmados". Kyle Anderson, de Nerdist News, describió la película como el western "más ingenioso y atrevido" de Corbucci, que "lleva el género a nuevos niveles y crea una historia diferente a la que la gente estaba acostumbrada, incluso siendo probablemente más precisa desde el punto de vista histórico". Concluye su crítica afirmando que "si buscas pasar un buen rato un sábado por la noche, diría que esta película no es lo que buscas, pero si buscas una película oscura, violenta, reflexiva y bien hecha, no busques más".
| Una película como El día de los forajidos (de André de Toth), tan famosa como lo es por ser sombría y descarnada, es prácticamente un musical en comparación con Il Grande Silenzio.——Quentin Tarantino, 2012 |

Por otra parte, Glenn Erickson, de DVD Talk, se refirió con menos entusiasmo a la película, si bien consideró que era un buen Spaghetti Western. Aunque elogió las locaciones, así como las interpretaciones de Kinski y Trintignant, la partitura de Morricone, el enfoque realista de la historia y la fotografía de Silvano Ippoliti, consideró que las caracterizaciones eran deficientes, añadiendo que la dirección de Corbucci a menudo "va a la deriva y flaquea" y que carece de la "majestuosidad operática" de las películas de Leone. Erickson también expresó que el final de la película no era sorprendente dada la naturaleza nihilista del resto de la película, pero señaló que le habría impactado más si hubiera visto la película en su estreno en cines en 1968.
En su análisis del género del Spaghetti Western, Alex Cox describió a El gran Silencio como el "western más tenso e implacable de Corbucci; su mejor y más sombrío. Está rodado con su característico estilo desordenado, sobre-editado y con zoom brusco, y sus primeros planos con teleobjetivo están frecuentemente desenfocados. Y con todo, es increíblemente bella". Elogió la estrategia de Ippoliti de "filmar a través de cosas" (una notable mejora respecto a su trabajo en Navajo Joe), el tenso guion, los fuertes personajes femeninos y la naturaleza trágica del final, arraigada en el pesimismo de Corbucci respecto a la muerte de líderes políticos radicales. En cuanto a la interpretación, describió al sheriff Burnett y a Regina, los equivalentes en la película a los personajes "simpáticos/graciosos" que habían aparecido en los anteriores westerns de Corbucci, como "tolerables" gracias a su sentido del humor negro y de la moralidad, y elogió la actuación de McGee, Pistilli y Brega. Cox también consideró que el papel del Loco de Kinski era la mejor aparición del actor en un western, y que la interpretación de Trintignant, que podría haber parecido como de maniquí en manos de actores como Franco Nero, John Phillip Law o Terence Hill, fue llevada a cabo "impecablemente. El dilema moral de su personaje, y su decisión de sacrificarse, son perfectamente transmitidos". Tras señalar que Corbucci parecía estar orgulloso de El gran Silencio –"una gran obra, un gran spaghetti western, un gran spaghetti western, un clásico del cine transgresor"–, Cox cree que la negativa de Zanuck a estrenarla en el extranjero y su pobre recaudación en el país fueron factores clave en el declive de la calidad de la producción de Corbucci tras su estreno.

### Recepción de su estreno en salas en los Estados Unidos
Durante su estreno en las salas norteamericanas entre 2017 y 2018, El gran Silencio recibió críticas entusiastas por parte de varios críticos, que tendieron a señalar su influencia en la obra de Tarantino. A. O. Scott, del New York Times, consideró que la película hace una "mezcla descarada de elementos incompatibles que desafía la categorización, la imitación o incluso la evaluación crítica sobria. Es anárquica y rigurosa, sofisticada y bobalicona, sentida y cínica", y expresó que, a pesar de su influencia, "este plato de pasta —amargo y acre, nutritivo y quizá un poco nauseabundo — debería saborearse por sí solo". Simon Abrams, escribiendo para The Village Voice, consideró que el final "sigue doliendo igual medio siglo después", mientras que Kenneth Turan, del Los Angeles Times, enfatizó las cualidades subversivas de la película, y elogió especialmente la secuencia inicial y la "conmovedora" actuación de McGee, concluyendo que "nada funciona de la manera en que estos [personajes], por no hablar del público amante de los westerns clásicos de Hollywood, esperan. Ni siquiera de cerca". Eric Monder, de Film Journal International, alabó la película en su totalidad, especialmente sus temas políticos y su fotografía, así como la química entre Trintignant y McGee y la restauración en 2K, que, en su opinión, es "tan nítida que la producción parece haber sido terminada ayer".

### Premios
Junto con L'eau froide, Honeysuckle Rose, The Docks of New York y The Changeling, la película ganó el Premio a Mejores Redescubrimientos en la entrega de 2018 de los premios de la Boston Society of Film Critics, tras ser exhibida en el Brattle Theatre.

## Influencia
El gran Silencio ha influido en las obras de Quentin Tarantino. Describiendo la película como su "western de nieve" favorito, la ha homenajeado en Django Unchained y The Hateful Eight. Robert Richardson, el director de fotografía de The Hateful Eight, señaló que él y Tarantino estudiaron la fotografía de El gran Silencio para entender la intimidad que Tarantino quería lograr en la película. Cuando le preguntaron cuáles eran sus películas western favoritas, respondió: "Me encanta El gran Silencio, porque Quentin me hizo aficionado a ella y me encanta la naturaleza cinemática de eso, en la nieve. Pero me quedo con The Wild Bunch de Peckinpah si tengo que elegir una".